# Palermo Soho
Palermo Soho es la denominación de un sub-barrio no oficial ubicado en el barrio de Palermo de la Ciudad de Buenos Aires. A modo general se lo puede ubicar delimitado por las avenidas Juan Bautista Justo, Córdoba, Avenida Scalabrini Ortiz y Santa Fe, aunque en inmediaciones a esta última se superpone con los también difusos Palermo Pacífico y Palermo Botánico.
El término "Palermo Soho" surge a partir de un auge inmobiliario en la zona en la cual diseñadores de moda, artistas, galerías y restaurantes de estilo deciden establecerse reformando antiguas casonas, convirtiendo la zona en un circuito de moda, arte y  buen comer. Se denomina Soho evocando la mítica zona de Nueva York SoHo con características similares la cual se basó en la zona homónima de Londres con un concepto parecido.
En la actualidad en varias capitales del mundo se denomina así a las zonas que agrupan artistas, moda y restaurantes de estilo.

## Concentración comercial
En la zona actualmente están situados los locales más comerciales de la zona, tales como negocios de ropa de las mejores marcas, bares, pubs y un gran movimiento nocturno.
La mayor concentración de locales se encuentra a los alrededores de la intersección de la Calle Honduras y la Calle Serrano a la altura de la Plaza Julio Cortázar o Plaza Serrano.